# Ріяс Кому
Ріяс Кому (*1971 —) — сучасний індійський художник і скульптор, учасник філантропічних заходів.

## Життєпис
Народився у 1971 році в окрузі Триссур (штат Керала). Батько його був бізнесменом, а мати побожною домогосподаркою. Після закінчення середньої школи у 1992 році перебирається до Мумбая, де поступає до художньої школи Джі Джей. Тут у 1997 році отримує ступінь бакалавра мистецтв, а 1999 році — магістра. Під час свого навчання починає брати участь у групових виставках. Перша така за участі Ріяса відбулася у 1993 році. У 1995 році здобуває нагороду штату Махараштра. У 1996 році він отримує стипендію Фонда Хеббар.
У 2003 році у м. Мумбаї відбулася його перша персональна виставка. В подальшому Р.Кому був учасником більш ніж 10 групових виставок й мав 7 персональних виставок. У 2007 році представляв Індія на Венеційському бієнале. У 2010 році отримує стипендію від академії Лаліт Кала. У 2012 році був куратором (разом з Босе Крішнамачарі бієнале Кочі-Музіріс. На тепер живе та працює в Мумбаї.

## Творчість
У своїх роботах звертається до різних за спрямованістю тем: від смерті та переселення душ до більш приземлених або буденних, як спорт. Так, робота «Балкон мого батька» (2005 рік) виділяється серед інших глибоким розкриттям теми віри, скульптурна інсталяція у формі Ноєвого ковчега присвячена батькові художника. Побоювання щодо порушення рівноваги, яка оточує нас, можна побачити в його роботах «Третій день» (2005 рік), «Трунар» і «Інший» (2007 рік).
У своїх роботах (від портретів до фотографій, скульптур і документальних образів) використовує приховані метафори. Особливо це стосується «Систематичного громадянина», де відображає тяжке становище робітників-мігрантів у містах.
Іншою темою його робіт — це попадання в пастку. Цьому присвячена його тришарова картина «Пан Паноптикон» (2009 рік), яка була частиною проекту арт-терапії для реабілітації ув'язнених Делійської в'язниці Тіхар.
Цікавими є роботи, що присвячені футболу. Це «Запам'ятайте його» (2007 рік), «Від Субрата до Цезаря» (2010 рік).